# Serapicos (Bragança)
Serapicos is een plaats (freguesia) in de Portugese gemeente Bragança met 289 inwoners (2001).